# 滇南异木患
滇南异木患（学名：Allophylus cobbe var. velutinus）为无患子科异木患属下的一个变种。

## 扩展阅读
- 維基物種上的相關：滇南异木患